# Федеріко Ванеллі
Федеріко Ванеллі (італ. Federico Vanelli, 9 березня 1991) — італійський плавець.
Учасник Олімпійських Ігор 2016 року.
Призер Чемпіонату світу з водних видів спорту 2017 року.